# 多穩態

太陽-地球系統中的拉格朗日点，其中的、是不穩定平衡點

動態系統的多穩態（英語：Multistability）是指系統狀態所形成的向量空間有多個穩定平衡點，系統可以在多個穩定平衡點切換，但是在穩定平衡點之間的是不穩定的平衡點。
假如某些點在某個方向穩定，但在其他方向不穩定，則視為不穩定，就像三點系統中拉格朗日点中L1、L2、L3的情形，這三個點在二星體連線之法平面上穩定，但在星體連線上不穩定。

## 双稳

雙穩的系統，标有「1」和「3」的球处于两种稳定位置，

双稳（Bistability）是有二個穩定平衡點的系統，是最簡單的多穩態，可以出現在只有一個狀態變數的系統，因為只需要一維空間來分隔二個穩定平衡點。

## 初始不穩定性
若在不穩定的平衡點附近，系統會對噪訊、初始條件以及系統參數很敏感，可能會因為這些因素而讓系統往某個方向發散。
在經濟學以及社會科學中，路徑依賴（path dependence）會導致不同的發展方向，有些路徑依賴的過程如同此處所述，在到達停滯狀態之前，一開始會對輸入會敏感。例如市場佔有率不穩定性，可能造成其中一個供應商的穩定独占。
古典力學中的非完整系統（Nonholonomic system）是狀態會隨路徑而變的系統，也有初始不穩定性的特性。

## 外部連結
- Def of multistability from icbm.de